# یلو داگ (کنتاکی)
یلو داگ (به انگلیسی: Yellow Dog Road) یک منطقهٔ مسکونی در ایالات متحده آمریکا است که در شهرستان کارلایل، کنتاکی واقع شده‌است. یلو داگ ۱۰۹٫۱۲ متر بالاتر از سطح دریا واقع شده‌است.